# 山澤慧
山澤 慧（やまざわ けい　1987年 - ）は、日本のチェリスト。

## 略歴
1987年、東京都町田市生まれ。
東京芸術大学附属高等学校、東京芸術大学を経て、同大学院を修了。卒業時に同声会賞受賞、大学院修了時に大学院アカンサス賞受賞。第11回現代音楽演奏コンクール"競楽XI"第1位、第24回朝日現代音楽賞受賞。音川健二、藤沢俊樹、河野文昭、西谷牧人、鈴木秀美、山崎伸子、M.Kasperに師事。
藝大フィルハーモニア管弦楽団首席チェロ奏者、千葉交響楽団契約首席チェロ奏者。
これまでに、東京シティ・フィルハーモニック管弦楽団、日本センチュリー交響楽団、東京都交響楽団などと共演した。